# Schmelzentropie
Die Schmelzentropie (Symbol SM0 oder auch ΔFUSS) eines chemischen Stoffes ist die Entropieänderung dieses Stoffes bei Änderung des Aggregatzustandes von fest zu flüssig. Bezieht sich der Wert der Schmelzentropie auf die Stoffmenge von einem Mol, spricht man auch von der molaren Schmelzentropie (Symbol SM0m).
Die Maßeinheit der molaren Schmelzentropie ist J/(K · mol).
Als Maß für die Unordnung in einem System kann man sich vorstellen, dass diese Unordnung mit steigender Temperatur zunimmt – so wie Wassermoleküle, die im Eiskristall zunächst in einer gewissen Ordnung vorliegen, durch Erwärmen im flüssigen Wasser sich aus diesem Verband lösen, bis sie sich nach dem Sieden nahezu völlig unabhängig voneinander umherbewegen.
Eine Formulierung des dritten Hauptsatzes der Thermodynamik besagt: Für jeden reinen, in idealer Ordnung kristallisierenden Stoff ist die Entropie am absoluten Nullpunkt gleich. Man gibt diesen Stoffen bei T = 0 die Entropie Null.
Deswegen lassen sich molare Schmelzentropien in absoluten Werten angeben. Jedoch werden, abhängig vom betrachteten System, andere Nullpunkte für die Schmelzentropie gewählt. Bei elektrochemischen Messungen in wässrigen, Ionen enthaltenden Lösungen z. B. weist man dem Proton die Schmelzentropie Null zu.
Schmelzentropie und Schmelzenthalpie hängen über die Gleichung Tm = ΔH/ΔS zusammen.
| Stoff               | Schmelz- enthalpie kJ/mol | Schmelz- entropie J/(mol·K) |
| ------------------- | ------------------------- | --------------------------- |
| Aluminium           | 10,7                      | 11,5                        |
| Antimon             | 19,8                      | 21,9                        |
| Bismut              | 11,5                      | 21,1                        |
| Blei                | 4,85                      | 8,1                         |
| Cadmium             | 6,2                       | 10,4                        |
| Chrom               | 16,93                     | 7,8                         |
| Eisen               | 15,0                      | 8,3                         |
| Gold                | 12,4                      | 9,3                         |
| Graphit             | 201                       | ca. 50,0                    |
| Kalium              | 2,5                       | 7,4                         |
| Cobalt              | 17,2                      | 9,7                         |
| Kohlendioxid        | 7,9                       | 36,5                        |
| Kupfer              | 13,3                      | 9,8                         |
| Magnesium           | 9,1                       | 9,9                         |
| Mangan              | 14,5                      | 9,5                         |
| Natrium             | 2,6                       | 7,0                         |
| Nickel              | 17,7                      | 10,2                        |
| Platin              | 19,5                      | 9,6                         |
| Quecksilber         | 2,37                      | 10,1                        |
| Sauerstoff          | 0,2                       | 3,6                         |
| Schwefel (monoklin) | 1,2                       | 3,1                         |
| Silber              | 11,3                      | 9,2                         |
| Silicium            | 50,66                     | 30,1                        |
| Wasser              | 6,01                      | 22,0                        |
| Wasserstoff         | 0,06                      | 4,3                         |
| Wolfram             | 35,2                      | 9,5                         |
| Zink                | 7,4                       | 10,7                        |
| Zinn                | 7,03                      | 13,9                        |